# Туга (приток Чепцы)
Туга (устар. Тугалудка) — река в России, протекает по Игринскому и Кезскому районам Республики Удмуртия. Устье реки находится в 396 км по левому берегу реки Чепца. Длина реки составляет 16 км, площадь бассейна — 58 км².
Исток расположен в 20 км к северо-востоку от посёлка Игра близ границы с Балезинским районом. Река протекает в северо-восточном направлении, большая часть течения проходит по лесному массиву. В среднем течении протекает деревню Туга и покинутую деревню Тугалуд. Верхнее и среднее течение находятся в Игринском районе, нижнее — в Кезском. Приток — Верхняя Туга (левый). Впадает в Чепцу в 3 км к западу от села Полом.

## Данные водного реестра
По данным государственного водного реестра России относится к Камскому бассейновому округу, водохозяйственный участок реки — Чепца от истока до устья, речной подбассейн реки Вятка. Речной бассейн реки — Кама.
Код объекта в государственном водном реестре — 10010300112111100032875.